# Перлівка висока
Перлівка висока (Melica altissima) — вид трав'янистих рослин з родини злакові (Poaceae), поширений у Євразії від Австрії до Сибіру.

## Опис
Багаторічна рослина 90–150 см заввишки. Листки широколінійні, 7–13 мм завширшки, як і піхва, гостро-шорсткі. Волоть густа, багато-колоскова, до 20 см завдовжки, з короткими гілочками. Колоски 10–12 мм довжиною, білуваті або фіолетово пофарбовані. Має довгі повзучі кореневища. Стебло діаметром 2–3 мм. Листові пластинки плоскі, тонкі, 10–20 см × 4–12 мм. Пиляки 1.8–2.5 мм. 2n = 18.

## Поширення
Поширений у Євразії від Австрії на схід до Сибіру і Сіньцзяну, на південний схід до північного Ірану.
В Україні вид зростає у розріджених широколистяних та змішаних лісах, на галявинах і узліссях, у заростях чагарників — у Лісостепу і Степу (крім крайнього півдня), досить часто; в Криму, Карпатах і Закарпатті відсутній.